# Pivovarské muzeum U Fleků
Pivovarské muzeum U Fleků je součástí Pivovaru u Fleků. Je to jeden z nejznámějších a nejstarších českých pivovarů. Nachází v Praze v městské části Praha 1 na Novém Městě v Křemencové ulici 7. Kromě pivovaru nabízí podnik také restauraci a Kabaret U Fleků.

## Historie muzea
Muzeum U Fleků se nachází v areálu pivovaru a restaurace U Fleků v budovách bývalých sladoven. Slad se zde vyráběl do roku 1942.
První zmínka o domě s pivovarem má být podle tradice z roku 1499, kdy dům čp. 183/II  U Domažlíků koupil sladovník Vít Skřemenec s manželkou a začal v něm provozovat sladovnické řemeslo. Podle něj měl být dům nazván Na Skřemenci. Výrobní objekty sladovny byly v domě čp. 1651/II. Souvislé dějiny lokality jsou doloženy až od 17. století.  
Dnešní rodina Brtníkových koupila pivovar v roce 1921. Pivovar, sladovnu a restauraci provozovala do roku 1949, kdy jim byly znárodněny. Stala se poté součástí Pražských pivovarů. V roce 1991 byla rodině Brtníků vrácena restaurace a v roce 1992 také pivovar. V areálu pivovaru je pivovarnické muzeum, které rodina Brtníkových založila v roce 1999.
Sbírkových předmětů je v něm v současnosti několik set a řada z nich je unikátních. I díky tomu, že předměty nacházející se v muzeu nejsou pouze předměty z pivovaru u Fleků, ale pocházejí i z řady pivovarů v Čechách a na Moravě. Součástí sbírky jsou také originály nebo kopie dobových fotografií.  Muzeum lze navštívit denně v době od 10.00 do 16.00 po předchozím objednání. Exkurze jsou nabízeny s průvodci v několika světových jazycích. Během prohlídky je možné fotografovat nebo si dělat filmový nebo videozáznam.
První část exkurze probíhá v bývalé sladovně ze 17. století, druhá ve sladovně z roku 1889.

## Prohlídková trasa a exponáty

### První sladovna – začátek návštěvnického okruhu
Prohlídka začíná ve sladovně. Budova má dvě části. Starší je v pozadí byla vybudována na počátku 17. století a cenná je tím, že hlavní místnost má krásný renesanční valený strop. Největší atrakcí je stříškový kouřový hvozd zvaný valach, protože připomíná hřbet koně. Na hvozdu se vykuřoval (jistý způsob sušení) slad. Na stříšce konstrukce valachu se navršil slad do maximální výše 10 cm. Za pomocí kouře, který stoupal ze sklepních prostor, kde bylo topeniště, se vyráběl tmavý slad, kterému říkají barva. Tento slad byl jedním ze čtyř druhů sladu, ze kterých se dodnes vaří flekovské pivo. Ke zhlédnutí je i samotné topeniště. Je zajímavé tím, že se tvarem jedná o menší podlouhlou chodbičku. Tam se vkládaly bukové klády. Kouř způsobil, že strop je od sazí začerněný. Důsledkem byla velmi vyčerpávající práce tehdejších sladovníků.
Valach neboli kouřový hvozd byl zkonstruován v roce 1804 podle návrhu legendárního inovátora pivovarnictví F. O. Poupěte a sloužil do roku 1942. Bylo to poslední zařízení tohoto druhu v českých zemích.
V další části prohlídky je možné vidět např. bronzový filtr, který byl převezen z pivovaru v Dobříši nebo sprchový chladič mladiny. Zaujme třeba i vzduchový kompresor a směšovač piva. Pomocí něho se směšovaly různé várky piva pro dosažení vyšší kvality. Ke zhlédnutí jsou i nástroje, které sloužily k promíchávání sladu na valachu, jako jsou mj. dřevěné lopaty a limpy, dřevěné nástroje sloužící sladovníkovi k ručnímu převracení sladu při sušení.
Zajímavá je i sbírka dobových fotografií z počátku dvacátého století. Ukazuje třeba oblečení servírky z doby secese z počátku 20. století. Další, z roku 1924 a druhá z roku 1931, ukazují pivovarskou chasu, tedy pracovníky pivovaru a restaurací s majitelem Václavem Brtníkem.
Další část prohlídky nabízí expozice bednářství, pocházející nejspíše z období druhé poloviny 19. století až první třetiny 20. století, které k pivovaru neodbytně patřily. Lze vidět nástroje nezbytné k výrobě sudů a ostatních nádob, které se používaly nejen v pivovaře a restauraci, ale obecněji k životu lidí v minulosti. Mezi nástroje můžeme jmenovat hoblíky, pořízy, modly (vyměřovací lišty). sloužící k vyměřování jednotlivých dílů sudů, džberů aj. Zajímavá je i bednářská lavice zvaná dědek sloužící k opracování dřeva pořízem a následné sestavení jednotlivých částí pivních sudů. Jsou tam i vypalovací železa sloužící k označení, ocejchování sudů. Pomocí želez se na ně vypalovaly například jména pivovarů, objem sudů, označení měst. Zajímavé je, že bednáři byli v pivovaru U Fleků ještě po druhé světové válce a velmi pravděpodobně v šedesátých a sedmdesátých létech, než se přešlo na hliníkové a potom nerezové sudy. Dnes se používají pivní tanky.
Pivo však bylo distribuováno i ve skleněných lahvích. Ukázky používaných skleněných, převážně litrových jsou ze třicátých let dvacátého století. Některé další druhy lahví pochází z protektorátu Čechy a Morava. Jsou opatřeny etiketami a za protektorátu je napřed uveden název německý a potom český.
Významnou osobností pivovaru byl v první třetině dvacátého století Václav Brtník. Pracoval v pivovaru U Fleků od roku 1898, po sedmi letech se stal sládkem. V roce 1921, po smrti vdovy po posledním majiteli, celý pivovar a restauraci koupil.
Jeho sedmdesáté narozeniny v roce 1934 připomínají ukázky článku z tehdejšího odborného tisku, společné fotografie se zaměstnanci a také zpráva o jeho úmrtí v roce 1937.  Po jeho smrti se stal majitelem syn František.

### Druhá sladovna – pokračování návštěvnického okruhu.
Druhá část prohlídky pokračuje ve druhé sladovně, v budově z roku 1889. Ta již fungovala na modernějším výrobním principu než první. V této novější sladovně se slad vyráběl sušením horkým vzduchem, tam se již technologie vykuřování, velmi pracná, nepoužívala.
Budova má dvě patra. V přízemí jsou zajímavé dobové plány rekonstrukcí, které významně změnily dispozice pivovaru a sladovny. Jsou ručně signované kopie z konce 19. a počátku 20. století, kdy probíhaly přestavby a rekonstrukce jak vnějších prostor, tak i restaurací. Částečně již za přičinění již zmíněného V. Brtníka.
Na schodech do vrchních pater je velmi zajímavá mapa Čech a Moravy, která zobrazuje výskyt pivovarů z roku 1914, z doby Rakousko-Uherské monarchie. Je vidět, že zvláště Čechy byly plné pivovarů. Zaujmou i data o počtu a výstavu jednotlivých pivovarů těsně před první světovou válkou. Zajímavostí je i tabulka, kde se návštěvníci mohou seznámit s počtem i výstavem piva v jiných evropských zemí z roku 1913. Po stěnách jsou vystaveny i různé výuční listy sladovnického a pivovarského řemesla z první poloviny dvacátého století. Upoutají především dobovou estetickou stránkou i dalšími raritami. Ve druhém patře tak kromě fotografií rodiny V. Brtníka se nachází i tablo se spolupracovníky, které bylo vytvořeno k jeho sedmdesátým narozeninám. A nechybí ani fotografie s ukázkami pivovarských povozů tažených koňmi, kterými se rozváželo pivo především sudové po hospodách a restauracích.
K vidění jsou i plničky lahví, kterými se rovněž, ale v mnohem menší míře distribuovalo pivo.
Prohlídka pokračuje kolem dvířek původního topeniště a dále do horní místnosti, která sloužila k sušení skladu horkým vzduchem. Podlaha je tvořena kovovými rošty, na které se slad rozprostřel a byl sušen horkým vzduchem, který stoupal z topeniště.
V místnosti jsou vystaveny další dobové exponáty jako jsou ruční plničky lahví jedno lahvové, dále tzv. rmutovačka. Zařízení sloužící ke zvýšení kvality sladu. Je to historicky cenný laboratorní přístroj.
Za zmínku stojí tzv. volgemut, což jsou jakési kovové hrábě sloužící k protočení a obracení klíčícího obilného zrna a tím i k jeho lepšímu proschnutí.
K vidění jsou i ukázky půllitrových a litrových lahví z různých pivovarů českých zemí. Některé jsou embosované, tedy s nápisem, který vystupuje ze skla láhve obsahující název piva, pivovaru, který jej vyráběl atd. Zajímavostí je i zátkovačka k uzavíraní lahví tehdejší novinkou, korunkou.
Vyrobený slad se potom ručně lopatami přesouval ke zmíněným dvířkům, odkud se shazoval o patro níže, kde se dosušoval a potom se pytloval. V této místnosti byla podlaha původně pokryta konvovými rošty, k již zmíněnému dosoušení.  Unikátním zařízením, které je málokde k viděni je tzv. odkličovačka, která sloužila k odstraňování kořínků z naklíčeného ječmene.
Kuriozitou je zde keramický 30 litrový korbel, který získal cenu na festivalu kuriozit, který se tradičně pořádá v Pelhřimově a má vazbu na Guinnessovu knihu rekordů.
V závěrečné části muzea jsou instalovány další plničky lahví, narážecí jehly do sudů, kterými se naráželo pivo k distribuci do výčepních zařízení i ukázky mj. i z doby Československa let 1948-1989.

## Galerie

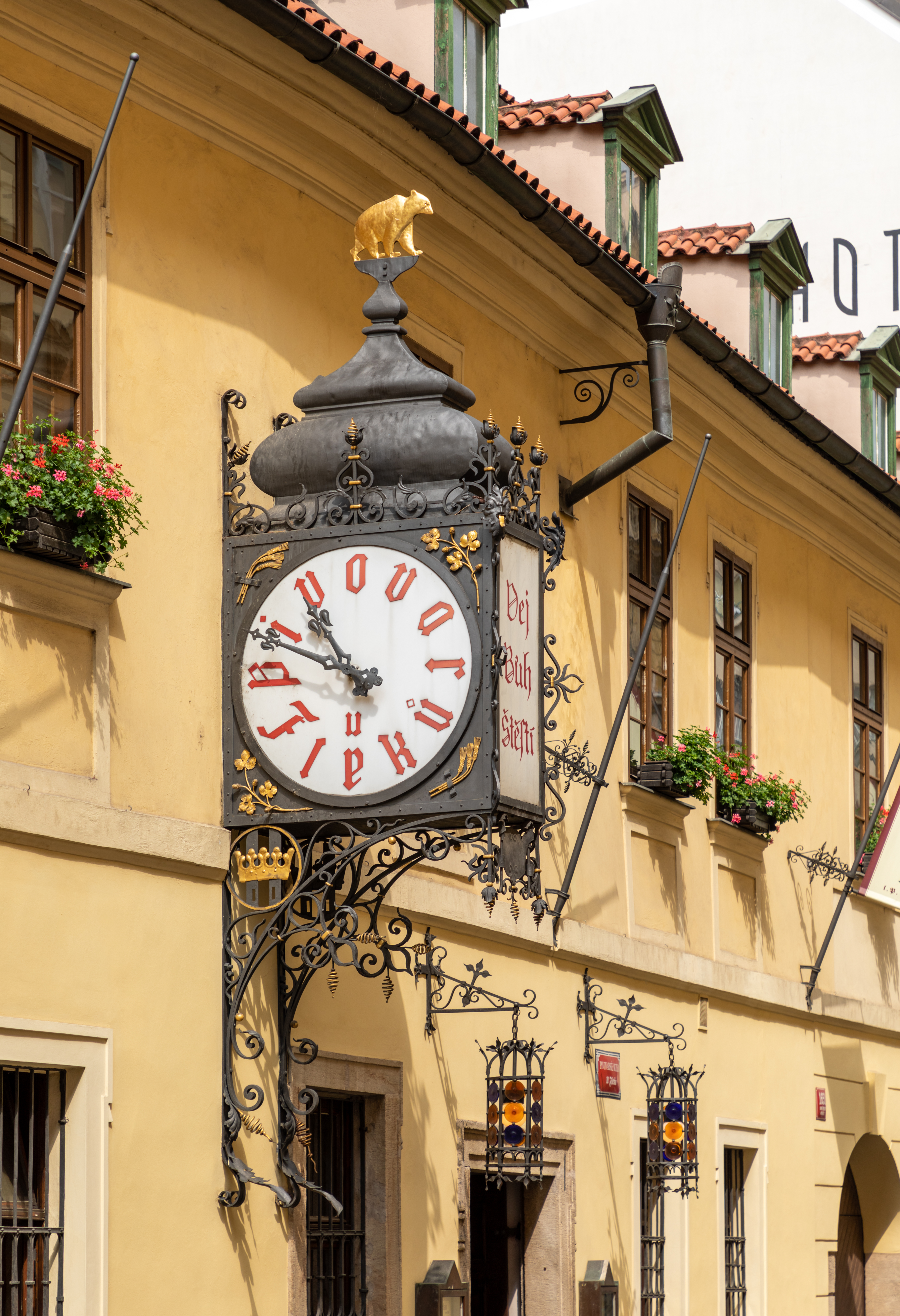
Vstupní průčelí roku 2019
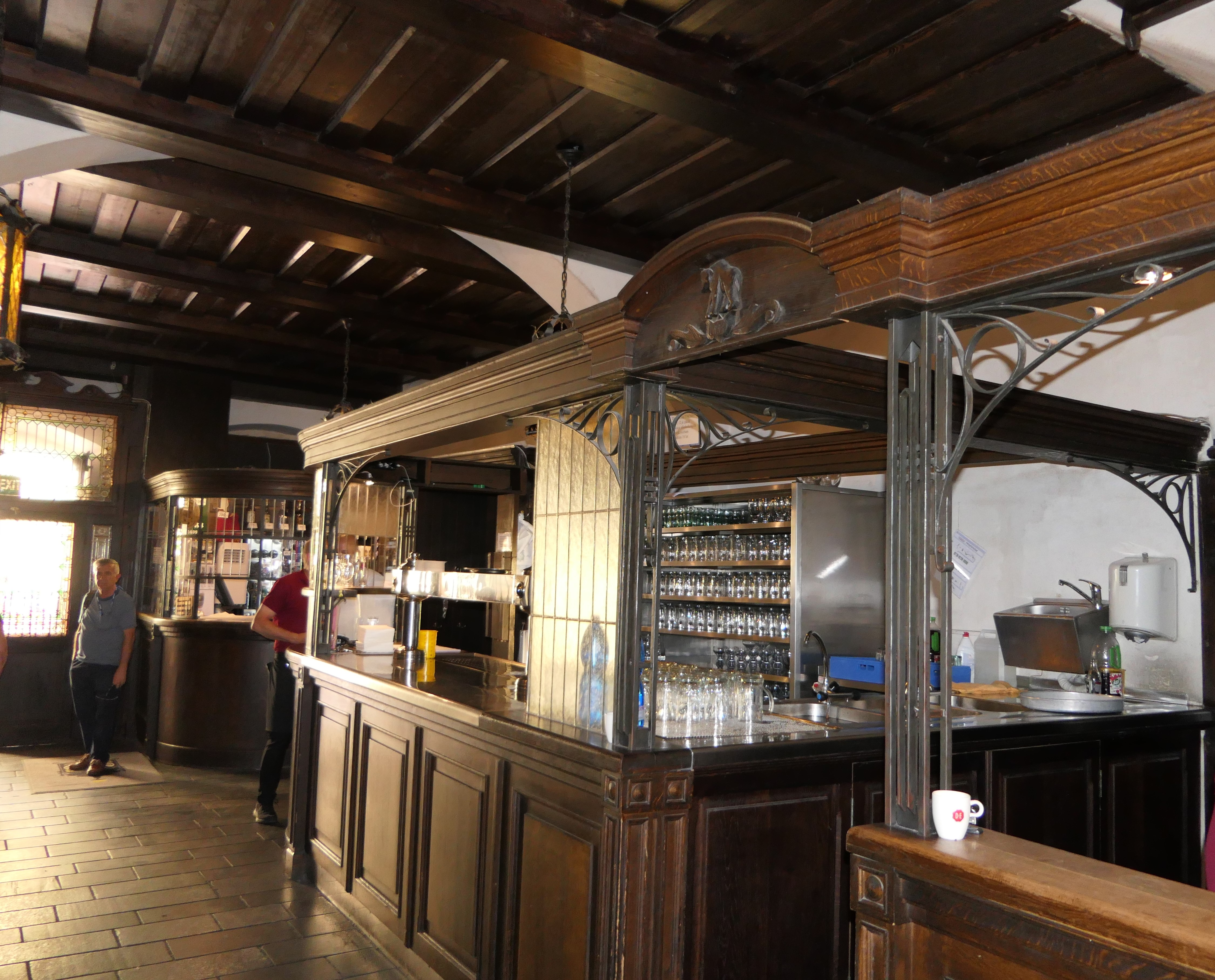
Výčep
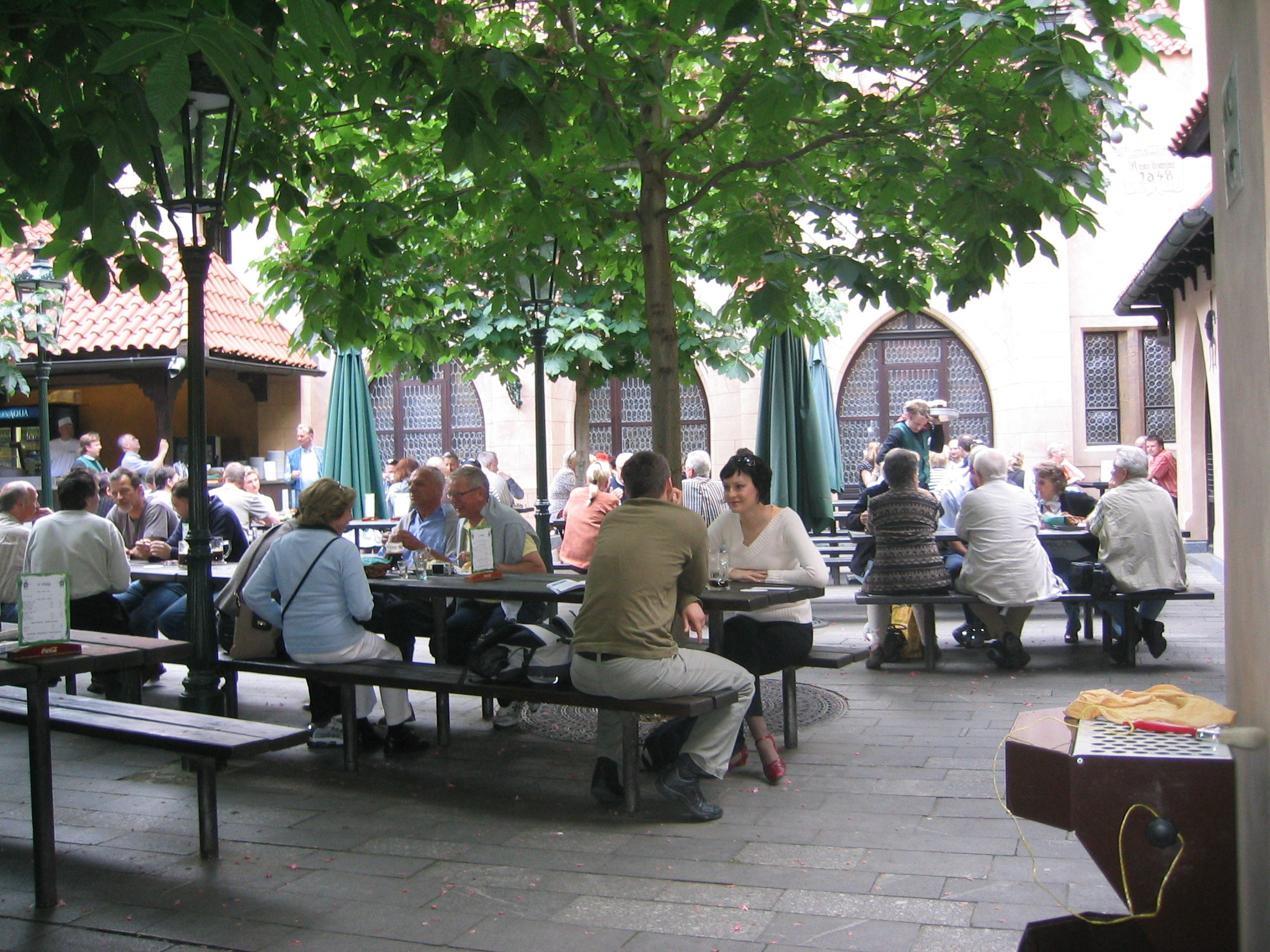
Zahrada s kaštany
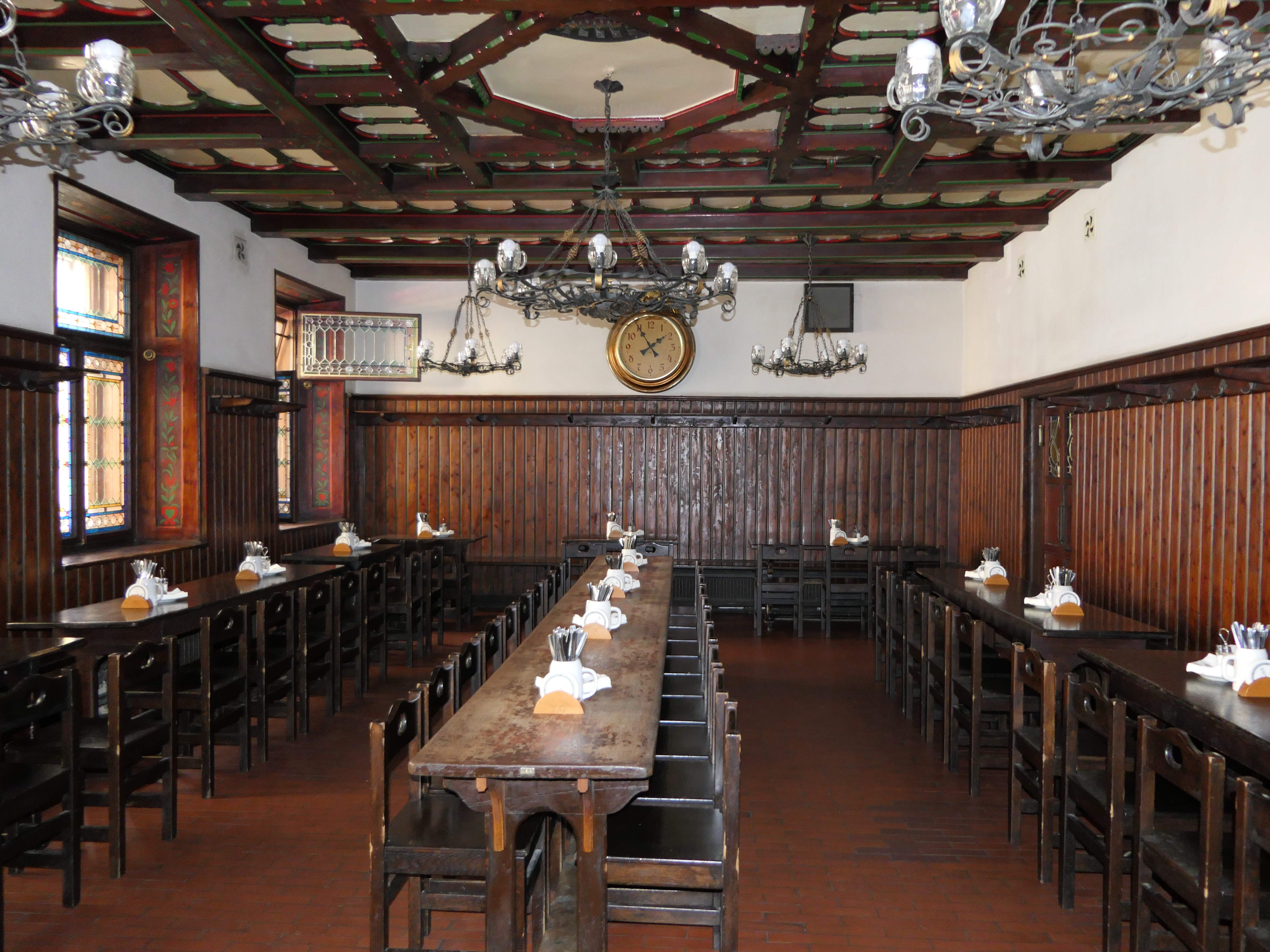
Sál restaurace
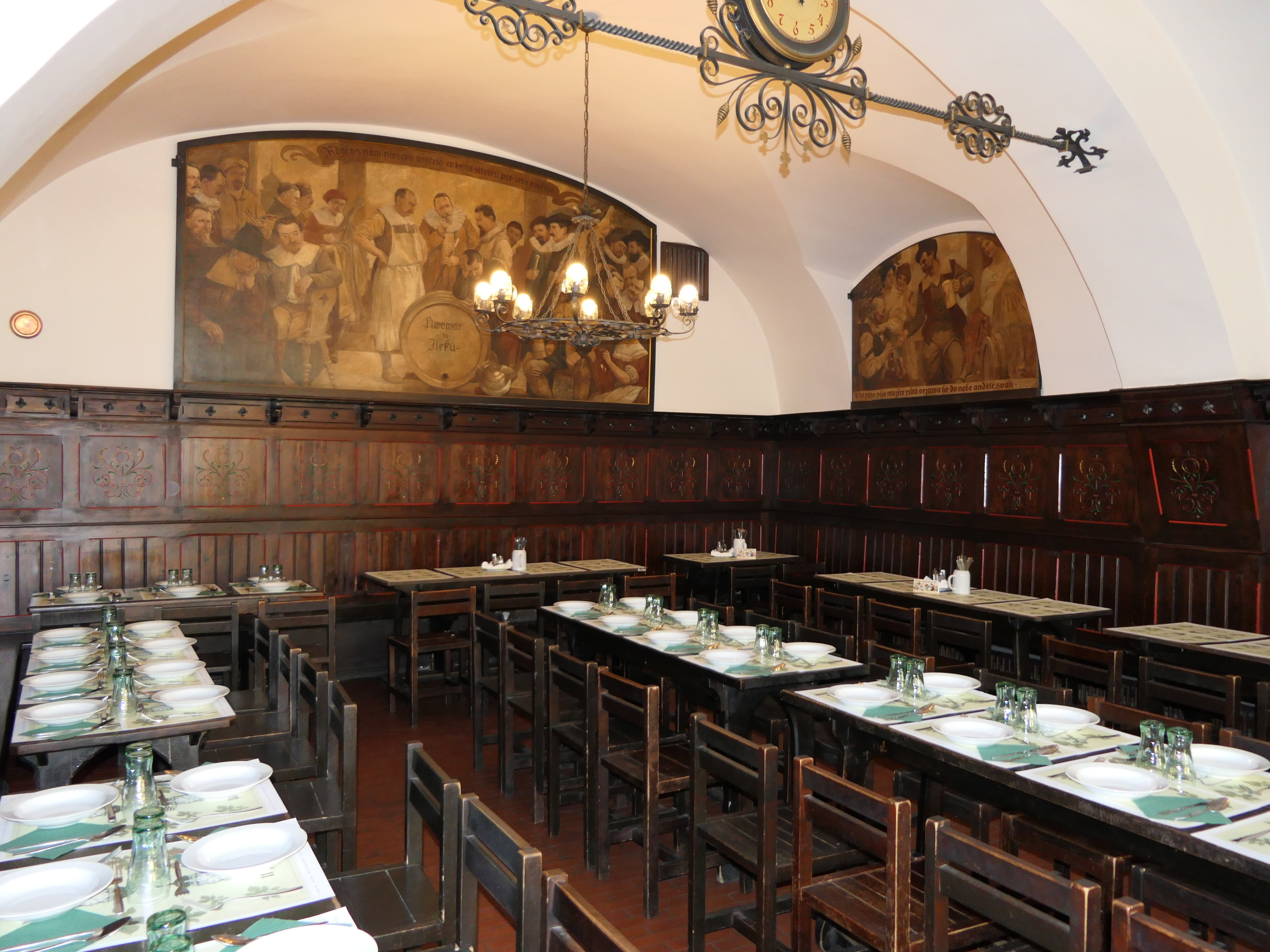
Sál "Akademická" s malbou Ládi Nováka